# Tapeinosperma grande
Tapeinosperma grande är en viveväxtart som först beskrevs av Berthold Carl Seemann, och fick sitt nu gällande namn av Carl Christian Mez. Tapeinosperma grande ingår i släktet Tapeinosperma och familjen viveväxter. Inga underarter finns listade i Catalogue of Life.